# 부여 정기세 불망비
부여 정기세 불망비는 충청남도 부여군 부여읍에 있다. 2005년 7월 6일 부여군의 향토문화유산 제78호로 지정되었다.